# Кастело дел Матезе
Кастело дел Матезе је насеље у Италији у округу Казерта, региону Кампанија.
Према процени из 2011. у насељу је живело 1363 становника. Насеље се налази на надморској висини од 466 м.

## Становништво
| 1951. | 1961. | 1971. | 1981. | 1991. | 2001. | 2011. |
| ----- | ----- | ----- | ----- | ----- | ----- | ----- |
| 1.229 | 1.211 | 1.204 | 1.286 | 1.423 | 1.476 | 1.509 |